# Frank Wells
Frank G. Wells (* 4. März 1932 in San Diego, Kalifornien; † 3. April 1994 in Lamoille, Nevada) war ein US-amerikanischer Manager. Von 1984 bis zu seinem Tod war er Präsident und Chief Operating Officer der Walt Disney Company.

## Leben und Karriere
Wells wurde 1932 als Sohn eines Offiziers der US Navy geboren und verbrachte seine Kindheit auf verschiedenen Militärbasen der Ost- und Westküste der USA. Er besuchte später das Pomona College und studierte dann an der Oxford University. Nach einem zweijährigen Militärdienst folgte ein Studium an Law School der Stanford University.
Wells war zunächst für Warner Brothers tätig, wo er seit 1969 Vizepräsident, seit 1973 Präsident und seit 1977 Vice Chairman war. Im Jahr 1982 verließ er das Unternehmen. Disneys Aktionäre Roy Disney und Stanley Gold heuerten im Zuge ihres Versuchs, Präsident Ron Miller zu verdrängen, Wells an, um ihn hinter Michael Eisner zum zweiten Mann bei Disney zu machen.
Zu Beginn der 1980er Jahre entwickelte der mit Wells befreundete Unternehmer Dick Bass die Idee, die jeweils höchsten Gipfel der sieben Kontinente zu besteigen, die Seven Summits. Gemeinsam mit Wells wollte er diese in die Tat umsetzen. Er kam diesem Ziel nah, aber er erreichte es nicht. Um die Seven Summits abzuschließen, hätte er noch den Mount Everest besteigen müssen. Dies scheiterte am schlechten Wetter, das ihn und seine Begleiter zwang, einen Tag vor Erreichen des Gipfels aufzugeben. Die Matterhorn-Bob-Attraktion im Disneyland in Anaheim ehrt Wells in Anlehnung an seine Liebe zum Bergsteigen durch in der Landschaft verteilte Skihäuschen mit der Aufschrift „Wells Expedition“.
Wells starb gemeinsam mit zwei weiteren Personen bei einem Hubschrauberabsturz, als er von einem Skiausflug aus den Ruby Mountains in Nevada zurückkehrte. Er hinterließ seine Frau Luanne und die beiden gemeinsamen Söhne. Sein Nachfolger bei Disney wurde Michael Ovitz.
Der Film Der König der Löwen, der im Sommer nach Wells’ Tod veröffentlicht wurde, ist ihm gewidmet. Auf dem Gelände der The Walt Disney Studios wurde 1998 das nach ihm benannte The Frank G. Wells eröffnet.

## Werke
- Dick Bass, Frank Wells, Rick Ridgeway: Seven Summits. Warner Books, 1986, ISBN 978-0-446-51312-8.